# Công giáo tại Philippines
Giáo hội Công giáo ở Philippines (tiếng Filipino: Simbahang Katoliko sa Pilipinas; tiếng Tây Ban Nha: Iglesia Católica) là một phần của Giáo hội Công giáo Hoàn vũ, dưới sự quản lý trên tinh thần của Giáo hoàng. Philippine là một trong hai quốc gia ở châu Á có một phần đáng kể dân số có đức tin Công giáo, ngoài Đông Timor, và lớn thứ ba trên thế giới sau Brazil và Mexico. Hội đồng giám mục chịu trách nhiệm quản lý đức tin là Hội đồng Giám mục Công giáo Philippines.
Kitô giáo đã được giới thiệu trong các hòn đảo của Philippines bởi những người truyền giáo và thực dân Tây Ban Nha, những người đến bằng đường biển bắt đầu vào đầu thế kỷ 16 ở Cebu. So với thời đại Tây Ban Nha, khi Kitô giáo được công nhận là quốc giáo, đức tin ngày nay được thực hành trong bối cảnh của một nhà nước thế tục. Trong năm 2015, ước tính có 84 triệu người Philippines, tương đương 82,9% dân số, công khai đức tin Công giáo.

## Các chuyến viếng thăm Giáo hoàng
Giáo hoàng Phaolô VI (1970) là mục tiêu của một vụ ám sát tại Phi trường Quốc tế Manila ở Philippines vào năm 1970. Kẻ tấn công, một họa sĩ Surrealist người Bolivia tên là Benjamín Mendoza y Amor Flores, lao về phía Giáo hoàng Phaolô với một con kris, nhưng đã bị khống chế.
Giáo hoàng Gioan Phaolô II (1981 và 1995) đã viếng thăm đất nước này hai lần, 1981 (Cebu) và 1995. Thánh lễ của giáo hoàng cuối cùng ở Manila (1995) đã được báo cáo rằng có sự tham dự của 4 triệu người.
Giáo hoàng Phanxicô (2015) đã viếng thăm đất nước này từ ngày 15 đến 19 tháng 1 và được Tổng Giám mục đô thành Tổng giáo phận Manila, Hồng y Luis Antonio Tagle mời đến thăm vào tháng 1 năm 2016 nhân dịp Quốc hội Thánh Thể Quốc tế được tổ chức tại Cebu. Giáo hoàng đã cử hành một buổi lễ ở Quirino Grandstand ở Manila bên trong Công Viên Rizal vào ngày Chủ Nhật, ngày 18 tháng Giêng. Federico Lombardi, Giám đốc Văn phòng Báo chí Vatican cho biết sự tham dự được chốt vào khoảng sáu đến bảy triệu tín đồ; làm cho sự kiện là con số cao nhất từng được ghi lại trong lịch sử các chuyến viếng thăm của giáo hoàng. Nó vượt qua kỷ lục của thánh lễ do Giáo hoàng Gioan Phaolô II cử hành năm 1995 tại cùng một địa điểm.